# フォスファトドラコ
フォスファトドラコ Phosphatodraco (「リン酸塩のドラゴン」を意味する。化石が見つかったモロッコからリン鉱石が産出する事に因む)は、モロッコ中部クーリブカ近郊のグランド・ドゥーイ Grand Doui のウーラッドアブドゥーン燐鉱石盆地の白亜紀後期マーストリヒチアンから見つかったアズダルコ科の翼竜の属の一つ。

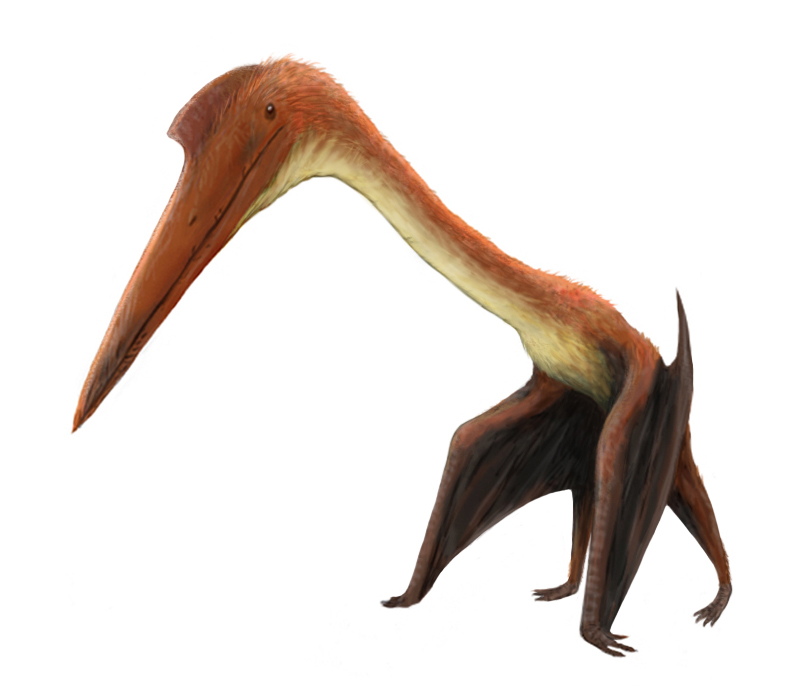
復原図

フォスファトドラコは2000年に発見されたホロタイプ OCP DEK/GE 111に基づく。これは5つの変形・破損した頸椎と部位不明の骨1つから成る。頸椎は第5～第9頸椎であると考えられており、最長のものは第5頸椎で30cmである。その個体は首の長さからするとおよそ5mの翼開長を有していたと推定される。首の付け根付近に伸長した椎骨（そして神経棘も）をもつことはアズダルコ科としては異例であるが、変形した胴椎と解釈されている。 その首はまたアズダルコ科としては最も完全なものの一つとして知られる。翼竜が滅んだK-Pg境界直前の同グループ最後のものであり、北アフリカで見つかった最初のアズダルコ類でもある。模式種フォスファトドラコ・マウリタニクス P. mauritanicus は本属唯一の種である。種小名はマウレタニアに因む。